# Munir Said Thalib

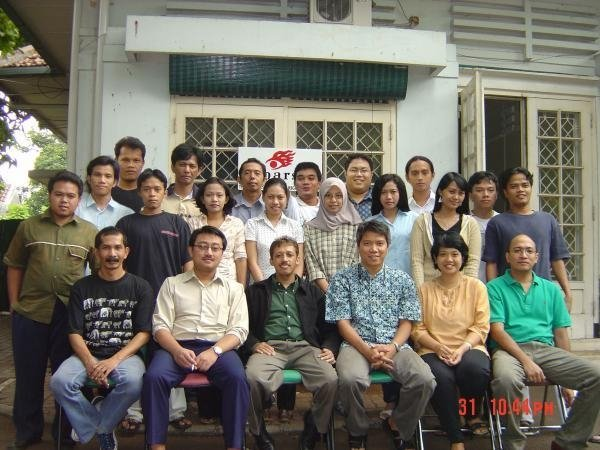
Munir Said Thalib, wenige Tage vor seinem Tod, sitzend dritter von links

Munir Said Thalib (* 8. Dezember 1965 in Batu, Indonesien; † 7. September 2004 im Luftraum zwischen Jakarta und Amsterdam), bekannt als Munir, war ein indonesischer Menschenrechts- und Anti-Korruptions-Aktivist. Er wurde 2000 mit dem Right Livelihood Award (Alternativer Nobelpreis) geehrt. Auf einem Linienflug von Indonesien in die Niederlande wurde Munir 2004 vergiftet und verstarb noch an Bord der Maschine.

## Politische Laufbahn
Munir studierte Rechtswissenschaft an der Brawijaya Universität in Malang, Ostjava. Schon als Student engagierte er sich für die Einhaltung der Menschenrechte in seinem Land. Nach Abschluss des Studiums arbeitete er ab 1989 bei der indonesischen Legal Aid Foundation (Yayasan Lembaga Bantuan Hukum Indonesia, YLBHI) in der Hauptstadt von Ost-Java, Surabaya. In den 1990ern vertrat er hier Opfer staatlicher Gewalt und Repression und wurde Vorsitzender der YLBHI.
Öffentliche Bekanntheit erlangte Munir gegen Ende der Suharto-Ära. Er gründete 1998 die Menschenrechtsorganisation Kommission für die Verschwundenen und die Opfer von Gewalt (Kontras). Er kritisierte das indonesische Militär für das Vorgehen in Osttimor und Aceh und beschuldigte es wegen der Beteiligung an illegalem Holz- und Drogenhandel. Ab September 1999 gehörte Munir einer staatlichen Kommission an, die Menschenrechtsverletzungen in Osttimor offiziell untersuchen sollte. Der Bericht dieser Kommission zwang im Frühjahr 2000 sechs hohe Offiziere zum Rücktritt, darunter auch den Oberbefehlshaber der Streitkräfte, Wiranto. Auch der Empfangs-, Wahrheits- und Versöhnungskommission von Osttimor (CAVR), die von den Vereinten Nationen und Osttimor eingesetzt wurde, gehörte Munir im beratenden Gremium an.
Munir wurde mit zahlreichen internationalen Auszeichnungen geehrt und erhielt 2000 den Right Livelihood Award (Alternativen Nobelpreis).

## Ermordung
Munir wurde auf einem Flug von Jakarta nach Amsterdam am 7. September 2004 vergiftet. Er reiste mit der staatlichen Fluggesellschaft Garuda Indonesia. Die Autopsie durch das Niederländische Institut für Forensik ergab zwei Monate später, dass Munir eine dreifach letale Dosis Arsen verabreicht bekommen hatte. Dieses Ergebnis wurde von der indonesischen Polizei bestätigt.
Der indonesische Präsident Susilo Bambang Yudhoyono versprach, dafür zu sorgen, dass Munirs Mörder verurteilt würden. Drei Verdächtige wurden später festgenommen und der Hauptverdächtige, der frühere Pilot Pollycarpus Priyanto, zu 14 Jahren Haft verurteilt. Er hatte während des Flugs Munirs Orangensaft vergiftet. Zwei Stewardessen sollen an der Tat beteiligt gewesen sein. Munirs Anhänger gehen davon aus, dass Priyanto in engem Kontakt mit dem Geheimdienst stand und auf Anweisung gehandelt habe. Diesen Vorwürfen wurde während der Verhandlung gegen Priyanto nicht nachgegangen.
Munir ist nach Ken Saro-Wiwa der zweite Träger des Alternativen Nobelpreises, der wegen seiner Tätigkeit ermordet wurde.